# Macskamadár
A macskamadár (Dumetella carolinensis) a madarak osztályának a verébalakúak (Passeriformes) rendjéhez és a gezerigófélék (Mimidae) családjához tartozó Dumetella nem egyetlen faja.

## Rendszerezése
A fajt Carl von Linné angol ornitológus írta le 1766-ben, a Muscicapa nembe Muscicapa carolinensis néven.

## Előfordulása
Kanada, az Amerikai Egyesült Államok területén költ, de eljut Mexikó, Közép-Amerika és a Karib-szigetek területére is. Természetes élőhelyei a szubtrópusi vagy trópusi síkvidéki esőerdők, mérsékelt övi erdők és cserjések, valamint vidéki kertek. Vonuló faj.

## Megjelenése
Testhossza 24 centiméter, testtömege 23–56 gramm. Teste szürke színű, feje teteje fekete. Szemei feketék. Fara és farka alja élénk piros színű. 
|  |

## Életmódja
Tápláléka rovarokból, gyümölcsökből, néha gyíkokból és békákból áll.

## Szaporodása
Pohár alakú fészkét fára vagy bokorra építi. Fészekalja 1–5 tojásból áll, a leggyakoribb 2–3 kékes tojás. Mindkét szülő felváltva eteti a fiókákat.
|  |  |

## Természetvédelmi helyzete
Az elterjedési területe rendkívül nagy, egyedszáma pedig stabil. A Természetvédelmi Világszövetség Vörös listáján nem fenyegetett fajként szerepel.

## Fordítás
- Ez a szócikk részben vagy egészben  a   Gray Catbird című angol Wikipédia-szócikk fordításán alapul.  Az eredeti cikk szerkesztőit annak laptörténete sorolja fel. Ez a jelzés csupán a megfogalmazás eredetét és a szerzői jogokat jelzi, nem szolgál a cikkben szereplő információk forrásmegjelöléseként.